# J. G. Ballard
James Graham Ballard (numit „Jim”; n. 15 noiembrie 1930, Shanghai, Republica Populară Chineză – d. 19 aprilie 2009, Londra, Regatul Unit) a fost un romancier englez, scriitor de povestiri și membru proeminent al mișcării Noul Val al științifico-fantasticului.
Cel mai cunoscut roman al său este  Crash (1973), adaptat în 1996 pentru cinematografie de David Cronenberg și romanul semi-autobiografic Empire of the Sun (1984), ecranizat de Steven Spielberg, bazat pe copilăria lui Ballard în Shanghai și intervenția armatei imperiale japoneze în timpul celui de-al doilea război chino-japonez.

## Biografie
S-a născut în China. A fost deportat într-un lagăr japonez din Manciuria. Ajunge în Anglia în 1946 (după război) unde urmează cursurile Facultății de Medicină din Cambridge.
Debutul său literar are loc în 1936. În primii ani Ballard a fost un exponat al curentului New Worlds. Romanele din această perioadă prezintă cataclisme și dezastre de proporții. După anii 1960 interesul său față de acest gen de romane scade. Se orientează către teme noi: noua psihologie a oamenilor din societatea tehnologică. 
Este considerat a fi unul dintre autorii cei mai semnificativi ai zilelor noastre, poetul coregrafiei lente a descompunerilor mentale.

## Lucrări

### Romane
| - The Wind From Nowhere (1961) - The Drowned World (Lumea scufundată, 1962) - The Burning World (1964; sau The Drought, 1965) - The Crystal World (Lumea de cristal, 1966) - Crash (1973) - Concrete Island (1974) - High Rise (1975) - The Unlimited Dream Company (1979) - Hello America (1981) | - Imperiul Soarelui (Empire of the Sun, 1984) - The Day of Creation (1987) - Running Wild (1988) - The Kindness of Women (1991) - Rushing to Paradise (1994) - Cocaine Nights (1996) - Super-Cannes (2000) - Millennium People (2003) - Kingdom Come (2006) |

Unii critici au sugerat că primele patru romane ale sale sunt bazate pe teme elementare, care arată distrugerea globală prin aer, apă, foc și pământ.
The Wind from Nowhere (Vântul de nicăieri, 1961) (romanul său de debut) este prima lucrare a sa dintr-o serie de scenarii de "dezastre naturale" care fac ca civilizația să fie adusă în ruine de furtuni și uragane prelungite la nivel mondial.  Ballard explorează modurile în care dezastrele și tragediile pot lega împreună oameni în moduri în care nicio experiență normală nu ar reuși vreodată. Inițial apare un vânt puternic care face ca transportul aerian să fie imposibil; mai târziu, oamenii trăiesc în tuneluri și subsoluri, în imposibilitatea de a merge mai sus; aproape de final, aerul poartă cantități enorme de vapori de apă, în unele cazuri, conținutul mărilor întregi, cum ar fi Marea Caspică și Marilor Lacuri, care au fost drenate complet și fundul se vede clar și uscat.
În The Drowned World (Lumea scufundată, 1962) orașele au fost înghițite de oceane și transformate în mlaștini. O catastrofă naturală face ca lumea reală să se transforme într-un peisaj de vis, provocând personajele centrale să regreseze mental.  Deasupra acestora a crescut o junglă tropicală luxuriantă ca în Terțiar. O mână de supraviețuitori navighează către nord, deasupra unei Londre scufundate, croindu-și drum printre reptile amfibii și animale uriașe. Povestea are loc în anul 2145.
The Burning World (1964)  descrie o lume în care apa este rară (în contrast cu romanul anterior The Drowned World). După o secetă îndelungată, râurile s-au transformat în mici șiroaie și pământul în praf, forțând oamenii să se îndrepte spre oceane în căutarea apei. Seceta este cauzată de deșeurile industriale aruncate în ocean, care formează o barieră de oxigen permeabilă din polimeri saturați cu catenă lungă care previne evaporarea și distruge ciclul de  precipitații.
În  The Crystal World (Lumea de cristal, 1966) este descrisă o imagine copleșitoare a copacilor cristalizați, a frunzelor transformate în bijuterii, a păsărilor sculptate în cuarț și a oamenilor acoperiți: Pământul este pietrificat pentru eternitate. Personajul principal este Edward Sanders, un medic englez, care ajunge în Port Matarre din Gabon. De aici el încearcă să ajungă la o bază de tratament unde locuiesc Suzanne Clair (fosta sa amantă) și soțul acesteia Max. Curând Edward observă că un fenomen misterios a cristalizat jungla din jurul său împreună cu ființele sale vii. Același fenomen are loc și în Parcul Național Everglades sau în Mlaștina Pripet.
În romanul apocaliptic Crash ! (1973) automobilul este ideal pentru exagerarea instinctului de agresiune, a libidoului și a puterii. Autorul afirmă că acest roman este o metaforă extremă despre o situație extremă.
Imperiul Soarelui (Empire of the Sun, 1984) se bazează în mare parte pe experiențele lui Ballard în cel de-al doilea război mondial (la fel ca în povestirea sa anterioară  "The Time Dead"  apărută în antologia  Myths of the Near Future). Numele romanului este derivat din etimologia numelui pentru Japonia. Romanul prezintă povestea unui tânăr băiat britanic, Jamie Graham care locuiește împreună cu părinții săi în Shanghai. După atacul de la Pearl Harbor, Japonia ocupă Shanghai, iar în haosul creat Jim este separat de părinții săi. Acesta stă o perioadă în vile abandonate, trăind cu resturi de produse alimentare ambalate. După ce a epuizat toate alimentele, decide să se predea armatei japoneze, în cele din urmă fiind închis în Centrul Civil Lunghua. Aici, deși japonezii sunt dușmanii, ajunge să se identifice parțial cu ei datorită piloților unor avioane superbe. Spre sfârșitul războiului, prizonierii din tabără sunt obligați să mărșăluiască spre Nantao, iar mulți prizonieri mor de-a lungul drumului. Jim  este salvat de foame cu ajutorul pachetelor aruncate de bombardierele americane. Romanul a fost ecranizat de Tom Stoppard în 1987, în regia lui Steven Spielberg. A  fost nominalizat la șase premii Oscar și a câștigat trei premii ale Academiei Britanice (pentru cinematografie, muzică și sunet).

### Colecții de povestiri
| - The Voices of Time and Other Stories (1962) - Billennium (1962) - Passport to Eternity (1963) - The Four-Dimensional Nightmare (1963) - The Terminal Beach (1964) - The Impossible Man (1966) - The Venus Hunters (1967) - The Overloaded Man (1967) - The Disaster Area (1967) - The Day of Forever (1967) - The Atrocity Exhibition (1969, sau Love and Napalm: Export USA, 1972) - Vermilion Sands (Nisipurile purpurii, 1971) | - Chronopolis and Other Stories (1971) - Low-Flying Aircraft and Other Stories (Aparat de zbor la joasă înălțime și alte povestiri, 1976) - The Best of J. G. Ballard (1977) - The Best Short Stories of J. G. Ballard (1978) - Myths of the Near Future (1982) - The Voices of Time (1985) - Memories of the Space Age (1988) - War Fever (1990) - The Complete Short Stories of J. G. Ballard (2001) - The Complete Short Stories of J. G. Ballard: Volume 1 (2006) - The Complete Short Stories of J. G. Ballard: Volume 2 (2006) - The Complete Stories of J. G. Ballard (2009) |

Despre colecția de povestiri Vermilion Sands (Nisipurile purpurii, 1971) Ballard spune că este o periferie exotică a limbajului său mintal. Vermilion Sands este o stațiune balneară ciudată cu flori muzicale și sculpturi cântătoare. Poeții scriu cu ajutorul mașinilor de creat poezii, pictorii folosesc pigmenți care realizează singuri picturi pe pânză, oamenii locuiesc în case construite mintal și poartă haine vii. 
Low-Flying Aircraft and Other Stories (Aparat de zbor la joasă înălțime și alte povestiri, 1976) este o colecția de 9 povestiri, Ultimul oraș fiind un mini-roman. La jumătatea veacului al XX-lea tehnologiile dure, marile industrii au decăzut, orașele sunt pustii, viața oamenilor a devenit vegetariană, ecologie, trai pastoral.  Eroul principal, Halloway, este fascinat de trecutul omenirii ale cărui ruine le găsește și la ușa sa. El vrea să ajungă la New York ca să pornească din nou mașinile...

### Altele
- A User's Guide to the Millennium: Essays and Reviews (1996)
- Miracles of Life (Autobiography; 2008)